# Anders Bååth
Anders Bååth, född 13 april 1991 i Järfälla församling, är en svensk fotbollstränare och tidigare spelare (mittfältare). Han är sedan 2024 tränare i Umeå FC.

## Karriär
Bååths moderklubb är IFK Viksjö. Han har även spelat för IF Brommapojkarna, Gröndals IK och Syrianska FC.
Den 14 februari 2014 skrev Bååth på ett treårskontrakt med Gefle IF. I mars 2017 värvades Bååth av IF Brommapojkarna.
Den 26 oktober 2017 värvades Bååth av den finska klubben SJK. I mars 2019 återvände Bååth till Syrianska FC. Säsongen 2020 gick han till division 3-klubben United IK.
I december 2021 blev Bååth klar som ny huvudtränare i division 2-klubben Österlen FF. I december 2022 tillkännagav Åtvidabergs FF på sin hemsida att Bååth skulle bli lagets nya tränare från och med säsongen 2023. Inför säsongen 2024 blev han ny huvudtränare i Umeå FC.